# Pier Matteo Petrucci
Pier Matteo Petrucci (né le 24 mars 1630 à Jesi, dans l'actuelle province d'Ancône, dans les Marches, alors dans les États pontificaux et mort le 5 juillet 1701 à Montefalco) est un cardinal italien du XVIIe siècle. Il est membre de l'ordre des Oratoriens.

## Biographie
Pier Matteo Petrucci est prêcheur et professeur de philosophie. Il fonde avec le cardinal Alderano Cibo un institut pour les enfants égarés. En 1678, il devient supérieur de son ordre. Il est nommé évêque de Jesi en 1681.
Le pape Innocent XI le crée cardinal lors du consistoire du 2 septembre 1686.
Ses œuvres sur le mysticisme et la spiritualité sont critiquées par le Jésuite Paolo Segneri et dans un débat théologique-doctrinaire le cardinal Petrucci défend la contemplation quiétiste. Il est condamné pour hérésie et 45 propositions de ses œuvres sont interdites. Il se soumet immédiatement et est absous en 1687. Ses œuvres sont mises à l'Index en 1688. Il est camerlingue du Sacré Collège en 1694-1695. 
Petrucci participe au conclave de 1689, lors duquel Alexandre VIII est élu pape, et à ceux de 1691 (élection d'Innocent XII) et de 1700 (élection de Clément XI).

### Sources
- Fiche du cardinal Pier Matteo Petrucci sur le site fiu.edu